# CASA C-201 Alcotán
Il CASA C-201 Alcotán era un bimotore da trasporto militare sviluppato dall'azienda spagnola Construcciones Aeronáuticas, S.A. (CASA) nei tardi anni quaranta.
Destinato al mercato sia dell'aviazione commerciale che quella militare, venne realizzato in due prototipi più nove esemplari di preserie realizzati negli anni cinquanta ed utilizzati dai reparti da trasporto ed addestramento dell'Ejército del Aire, l'aeronautica militare spagnola, fino al 1968.

## Storia del progetto
Alla fine della seconda guerra mondiale la produzione industriale aeronautica spagnola era incentrata sulla costruzione di modelli di origine straniera realizzati su licenza, alcuni dei quali legati alla Germania che, a causa dell'esito sfavorevole del conflitto, non potevano essere più adeguatamente supportati. In quest'ottica il Ministerio del Aire Español decise di incoraggiare lo sviluppo di progetti nazionali.
La CASA iniziò quindi lo sviluppo di una serie di progetti finalizzati a realizzare un aereo da trasporto leggero ad uso militare, tre bimotori ed un quadrimotore caratterizzati da diverse dimensioni e capacità, che si concretizzeranno nei C-201 Alcotán, C-202 Halcón e C-207 Azor. Nel giugno 1946 il Ministero stipulò con l'azienda spagnola un contratto per lo sviluppo di due prototipi del C-201 Alcotán, modello che doveva soddisfare l'esigenza di trasportare un carico di una tonnellata su una distanza di 1 000 km.
Il primo dei due esemplari venne portato in volo per la prima volta l'11 febbraio 1949 equipaggiato con una coppia di motori radiali Armstrong Siddeley Cheetah XXVIII da 475 hp (354 kW) ciascuno. La commissione incaricata dal Ministero ritenne soddisfacente la proposta della CASA che, nel luglio dell'anno successivo, ricevette un ordine di fornitura per dodici esemplari di preproduzione, con i quali testare, in ambito operativo, i vari allestimenti previsti nelle diverse versioni destinate al trasporto del personale, alla formazione degli equipaggi per i reparti di bombardamento, alla ricognizione aerea ed all'addestramento al volo strumentale, più cento di serie le cui cellule sarebbero state costruite negli stabilimenti di Getafe, ed assemblate con altre parti, tra cui i timoni, realizzate a Cadice.
Durante la seconda fase di sviluppo si presentarono alcune perplessità riguardanti la scelta dell'impianto propulsivo negli esemplari di serie e legati alla disponibilità di propulsori sul mercato nazionale ed estero. Questo era dovuto sia all'embargo economico che la Spagna franchista subì dopo il termine della seconda guerra mondiale (che rendeva difficoltosa la reperibilità di tecnologia all'estero) sia dalla poca disponibilità di valuta estera. Per ovviare al problema il governo spagnolo avviò un programma di industrializzazione indirizzato anche alla progettazione, sviluppo e produzione di motori aeronautici e relative eliche di concezione locale, programma che però non diede mai i frutti sperati. La produzione dell'Alcotan risentì di questa situazione ed i primi esemplari di preproduzione furono equipaggiati con diverse motorizzazioni, tutte radiali, che variavano dai britannici Cheetah già adottati dai prototipi, all'unico dotato degli statunitensi Pratt & Whitney R-1340 Wasp H da 550 hp ed ai tre dotati di motori fabbricati dalla società spagnola ENMASA, i Sirio S-VII-A, da 500 CV. Il Ministero dell'Aeronautica spagnolo riuscì alla fine ad acquistare altri quattro motori, dei britannici Alvis Leonides-503 da 500 hp, raggiungendo così le 11 unità costruite nel 1956.
Il programma originale tuttavia, che prevedeva la completa evasione dell'ordine entro il 1955, continuò pur senza una certa disponibilità di motori anche dopo la sua scadenza. La CASA continuò a costruire cellule fino al 1962, anno in cui l'ordinativo venne ufficialmente annullato dopo che erano stati realizzati 96 esemplari del velivolo. Il governo decise di indennizzare per quanto possibile le spese investite dalla CASA invitando a sfruttare le cellule rimaste inutilizzate, che però vennero per la maggior parte demolite.

## Tecnica
Il C-201 Alcotán era un velivolo di impostazione classica e di costruzione quasi interamente metallica, simile ad altri contemporanei pari ruolo come lo statunitense Convair CV-240 e lo svedese Saab 90 Scandia, ovvero bimotore ad ala bassa e carrello retrattile.
La fusoliera era caratterizzata dalla finestratura della cabina di pilotaggio disposta a scalino, da una serie di sette finestrini rettangolari posti ai lati e dal portellone di accesso collocato sul lato sinistro. Posteriormente terminava in un impennaggio classico monoderiva con piani orizzontali collocati a sbalzo sulla parte terminale conica della carlinga.
L'ala era posizionata bassa, con le semiali a pianta triangolare, caratterizzata da un angolo di diedro positivo ed includeva le due gondole motore poste sul bordo d'attacco.

## Versioni
C-201Aversione da trasporto personale equipaggiata con motori Armstrong Siddeley Cheetah.
C-201Bversione da trasporto personale equipaggiata con motori ENMASA Sirio.
C-201Dversione da addestramento al volo strumentale, navigazione e operatori radio equipaggiata con motori Armstrong Siddeley Cheetah.
C-201Eversione da addestramento al bombardamento e fotoricognizione equipaggiata con motori Armstrong Siddeley Cheetah.
C-201Fversione da addestramento al volo strumentale, navigazione e operatori radio equipaggiata con motori ENMASA Sirio.
C-201Gversione da addestramento al bombardamento e fotoricognizione equipaggiata con motori ENMASA Sirio.

## Utilizzatori
Spagna
- Ejército del Aire

operò con 11 esemplari ai quali venne assegnata la designazione T.5.